# Claude-André Puget
Claude-André Puget est un dramaturge et scénariste français, né le 22 juin 1900 à Nice et mort le 14 août 1975 à Paris 20e.

## Biographie
Claude-André Puget naît le 22 juin 1900 à Nice.
Il meurt le 14 août 1975 au sein de l'Hôpital Tenon dans le 20e arrondissement de Paris.

## Théâtre

### Auteur
- La Ligne de cœur, 1932
- Valentin le Désossé, 1933
- Tourterelle, 1937
- Les Jours heureux, 1938
- Nuit et jour, 1938
- Échec à Don Juan, mise en scène Alice Cocea, Théâtre des Ambassadeurs, 19 décembre 1941
- Le Grand Poucet, 1944
- Un petit ange de rien du tout, 1944
- Le Saint Bernard, comédie en 2 actes, mise en scène Pierre Fresnay, Théâtre des Bouffes-Parisiens, 3 octobre 1946
- La Peine capitale, 1948
- Miss Mabel, 1949
- Le Roi de la fête, 1951
- Un nommé Judas, 1954
- Le Cœur volant, 1957
- Le Déjeuner de Louveciennes, 1963
- Le Roi de la fête, 1963
- On ne saurait penser à rien, 1969
- La Lumière noire, 1972
- Le Château perdu, 1973

### Adaptations
- 1945 : Le Printemps de la Saint Martin de Noël Coward, mise en scène Jean Meyer, Théâtre de la Potinière
- 1946 : Peter Pan de James Barrie
- 1955 : Pygmalion de George Bernard Shaw, mise en scène Jean Marais, Théâtre des Bouffes-Parisiens
- 1977 : Pygmalion de George Bernard Shaw, mise en scène Raymond Gérôme, Théâtre de Paris

## Filmographie
Scénariste
- 1930 : Le Petit Chaperon rouge (chansons)
- 1934 : Mauvaise Graine
- 1936 : Aventure à Paris de Marc Allégret
- 1936 : Les Amants terribles de Marc Allégret
- 1937 : La Dame de Malacca de Marc Allégret
- 1941 : Les Jours heureux de Jean de Marguenat
- 1943 : Les Deux Timides d'Yves Allégret
- 1943 : Lucrèce de Léo Joannon
- 1945 : Carmen
- 1950 : Véronique de Robert Vernay
- 1954 : Quelques pas dans la vie (Tempi nostri)
- 1959 : Les Noces vénitiennes